# Christer Windén
Bo Christer Roland Windén, född 15 november 1944 i Västra Skrävlinge församling i Malmö, är en svensk före detta politiker (nydemokrat) och riksdagsledamot under mandatperioden 1991–1994 för Kalmar läns valkrets.
Windén var bland annat ledamot i EES-utskottet och jordbruksutskottet samt suppleant i finansutskottet och näringsutskottet. Han kommer ifrån Västerås, och innan Christer Windén blev riksdagsledamot arbetade han som marknadschef på ABB. Windén är utbildad ingenjör. Han tillhörde den så kallade Ian-falangen i Ny demokrati och var 1994 partistyrelseledamot och biträdande partisekreterare. Christer Windén engagerade sig senare i Moderata samlingspartiet på lokal nivå.